# Kotlenik
Le mont Kotlenikc (en serbe cyrillique : Котленик) est une montagne de Serbie. Elle culmine au pic du Veliki vrh, qui s'élève à une altitude de 749 m.

## Géographie
Le mont Kotlenik est situé entre les plaines de la Zapadna Morava et de la Gruža. Ses pics les plus élevés sont la Čemernica (487 m), la Borča (508 m), la Kraljica (578 m), la Šiljata kosa (590), le Klupe (549 m), le Crni vrh et la Velika Livada (748 m), la Gradinčica (700 m), les Orlovi (667 m) et le Veliki vrh (748 m).